# Mariah Williams
Mariah Williams (Nueva Gales del Sur, 31 de mayo de 1995) es una jugadora australiana de hockey sobre césped.

## Trayectoria
Williams debutó con su selección en el año 2013. En 2019 fue subcampeona de la primera edición de la Hockey Pro League, al perder por penales contra Países Bajos. En 2022 derrotó a Alemania y obtuvo el tercer puesto en el Mundial de Tarrasa y Amstelveen. Participó con su selección en los Juegos Olímpicos de Río 2016, Tokio 2020 y París 2024.